# Guillaume de Feltz
Guillaume Antoine François de Feltz (Luxembourg, 5 février 1744 - Bruxelles, 3 juillet 1820) était un haut fonctionnaire des Pays-Bas autrichiens et membre de la Première Chambre des États généraux du royaume uni des Pays-Bas.

## Biographie
La famille de Feltz a été anoblie aux Pays-Bas autrichiens le 21 mai 1740, en la personne de Jean-Ignace de Feltz, échevin de Luxembourg par l'empereur Charles VI. En 1757, deux ans après sa mort, l'Impératrice Marie-Thérèse lui accorde le titre de baron de Feltz et de Moestroff à titre posthume.
Guillaume de Feltz, fils puiné de Jean-Ignace de Feltz, épouse Rosalie Helman de Ter Meeren (Bruxelles, 1757 - Vienne, 1795) à Bruxelles en 1775. Il est élevé au rang de baron en 1772.
Comme son père, Guillaume de Feltz poursuit une carrière administrative. Il n'a que vingt-deux ans lorsqu'il devient directeur du cadastre luxembourgeois et est chargé de publier les données collectées. Il devient ensuite conseiller à la Cour des comptes de Bruxelles et siège à partir de 1783 au Comité de la Caisse de Religion (nl) qui organise la fermeture des monastères et couvents.
La révolution brabançonne le pousse à fuir vers les provinces du Nord en tant que loyaliste autrichien. Lorsque l'autorité autrichienne est rétablie en 1790, il devient membre du Conseil d'État et membre effectif de l'Académie impériale et royale des sciences et des lettres de Bruxelles.
À partir de 1794, il s'installe à Vienne, où sa femme meurt en 1795. Il travaille dans les ministères des Affaires étrangères et des Finances, puis il est nommé envoyé extraordinaire et ministre plénipotentiaire à La Haye auprès de la République batave, puis du royaume de Hollande, jusqu'à son annexion par le Premier Empire français.
En 1814, de Feltz retourne dans les Pays-Bas méridionaux. Sous le royaume uni des Pays-Bas, il obtint en 1816 sa reconnaissance dans la noblesse héréditaire avec le titre de baron, transférable à tous les descendants. Il a également été nommé membre de la Première Chambre des Etats généraux, conseiller d'État, président de l'Académie royale des sciences et des lettres (1816-1820) de Bruxelles quand elle fut rétablie et un des curateurs de l'université de Louvain. Le roi Guillaume l'a également nommé commandeur de l'ordre du Lion Belgique.

## Descendance
Le couple eut quatre enfants, dont deux, morts en bas âge. Deux filles survécurent:
- Marie Françoise de Feltz (° 1779) épousa le général autrichien, Philippe d'Hemricourt, comte de Grunne-Pinchart (de), futur conseiller intime de S.M.I. et grand-maître de la cour de S.M.I. l'archiduc Charles[4].
- Sophie-Louise-Zoé de Feltz (1780-1853) épousa le comte Philippe Vilain XIIII, qui deviendra membre du Congrès national et sénateur. Ils eurent huit enfants, dont Charles Vilain XIIII, membre du Congrès national et président de la Chambre des députés, et Alfred Vilain XIIII sénateur et conseiller provincial de Flandre-Orientale.

La famille de Feltz s'est éteinte dans les mâles en 1820. La fille de Guillaume de Feltz, Sophie, dernière femme du nom, est décédée en 1853.

## Héraldique
D'argent à trois pals de gueule, chargés chacun de trois besants d'or; au chef du même, chargé de deux merlettes de sable. Cimier: un vol d'or, chaque aile chargée d'une merlette de sable, celle à senestre contournée. Support: deux lions reg. d'or, armés et lampassés de gueule.

## Littérature
- Généalogie de Feltz, dans : Annuaire de la noblesse, Bruxelles, 1886.
- BRUNEEL Claude, Les grands commis du gouvernement des Pays-Bas autrichiens, Dictionnaire biographique du personnel des institutions centrales, Bruxelles, 2001, p. 249ss.
- DAMME, Olivier, de Feltz, Guillaume-Antoine-Francois, baron, in HASQUIN, Herve, l’Académie Impériale et Royale de Bruxelles : ses académiciens et leurs réseaux intellectuels au XVIIIe siècle, Bruxelles, Hayez Imprimeurs, 2009, p. 175-178.
- Alphonse SPRUNCK, Guillaume de Feltz, dans: Biographie Nationale du pays de Luxembourg depuis ses origines jusqu’à nos jours, 1958, Vol. 09, p. 5-17.
- Baron GUILLAUME, Guillaume Antoine François de Feltz, dans : Biographie nationale de Belgique, T. VII, 1883.
- Dr Aug. NEŸEN, Feltz, Guillaume Antoine François baron de, Biographie luxembourgeoise, Histoire des hommes distingués originaires de ce pays considéré à l’époque de sa plus grande étendue, Luxembourg, 1860, p. 195.

## Distinctions
- Commandeur de l'ordre du Lion néerlandais